# Kurt Bardi-Barry
Kurt Bardi-Barry (ur. 5 stycznia 1939 w Wiedniu, zm. 7 lutego 1964 tamże) – austriacki kierowca wyścigowy.

## Życiorys
Urodził się w bogatej rodzinie w Wiedniu. Był właścicielem biura podróży. Ściganie rozpoczął w 1958 roku MG i Abarthem. Rok później używał Porsche. W 1960 roku zadebiutował w Niemieckiej Formule Junior. W 1962 roku, ścigając się Cooperem T59, wygrał wyścig Włoskiej Formuły Junior na torze Vallelunga. W tym samym roku był zaangażowany w skandal w Niemieckiej Formule Junior, kiedy to okazało się, że był jednym z kierowców używających niedozwolonych silników, co zostało osiągnięte poprzez zamianę wału korbowego Forda Anglia na ten od Forda Consula.
W 1963 roku wraz z przyjacielem Jochenem Rindtem założył zespół Ecurie Vienne, który uczestniczył w Formule Junior. Bardi-Barry ponownie wygrał wyścig włoskiej edycji na torze Vallelunga. Triumfował również w wyścigu Czechosłowackiej Formuły Junior w Brnie. We wrześniu pożyczył Porsche 718 od Carela Godina de Beauforta i wystartował nim w wyścigu Formuły 1 niezaliczanym do cyklu Mistrzostw Świata, Grand Prix Austrii. Wycofał się z niego po trzech okrążeniach.
Podpisał kontrakt z Abarthem na starty samochodami Formuły 2 i GT w 1964 roku. 7 lutego zginął jednak w wypadku samochodowym, kiedy to, jadąc wiedeńską Triester Straße, wjechał swoim Mercedesem w zaparkowaną ciężarówkę. Tuż przed wypadkiem miał zawał serca. Poza Bardim-Barrym w wyniku wypadku zginął również pasażer Mercedesa, Ehrenreiter.